# Mycodiplosis spondiasi
Mycodiplosis spondiasi är en tvåvingeart som först beskrevs av Ephraim Porter Felt 1920.  Mycodiplosis spondiasi ingår i släktet Mycodiplosis och familjen gallmyggor.
Artens utbredningsområde är Filippinerna. Inga underarter finns listade i Catalogue of Life.